# Alsónána
Alsónána (hongrois : Alsónána [ˈɒlʃoːnaːnɒ] ; allemand : Unternanau ou Raitznona) est une localité hongroise située dans le comitat de Tolna.

## Histoire
Alsónána est une localité habitée depuis le Moyen Âge, sa première mention écrite authentifiée remontant à 1494 sous le nom de Nana. En 1553, elle est désignée comme un village de la région de Sárköz. Après l'expulsion des Ottomans, la commune devint une colonie serbe, ce qui explique son ancien nom de Rácnána (« Nána serbe »).
À la suite de la guerre d'indépendance de Rákóczi, la première vague de colons hongrois s'installa en 1725 sur ce territoire alors inhabité. À la fin du XVIIIe siècle, de nouveaux groupes de colons arrivèrent, certains en provenance d'Allemagne, d'autres des villages allemands environnants.
Les guerres mondiales bouleversèrent profondément la composition ethnique de la commune. Après la Première Guerre mondiale, environ 100 habitants d'origine serbe furent expulsés vers leur pays d'origine, bien qu'une minorité serbe subsiste encore aujourd'hui. Après la Seconde Guerre mondiale, la population germanophone subit à son tour des expulsions massives. Les familles déplacées furent remplacées par des Hongrois venus de diverses régions du pays. Aujourd'hui, seuls quelques habitants revendiquent encore une identité germanophone.
La population est majoritairement catholique, bien que l'on trouve également des communautés réformées et évangéliques. L'église évangélique fut construite en 1864 et a été restaurée récemment grâce au soutien de descendants des habitants germanophones expulsés, aujourd'hui établis en Allemagne. Quant aux catholiques, ils utilisent toujours l'ancienne église serbe abandonnée après le départ de cette communauté.
Aux XVIIIe siècle et XIXe siècle, Alsónána est mentionnée par plusieurs chroniqueurs. András Vályi décrit la localité comme un village allemand faisant partie du comitat de Tolna, où cohabitent catholiques et autres confessions, et dont les terres sont d'une fertilité moyenne. Elek Fényes, quant à lui, décrit au XIXe siècle un village mixte peuplé d'Allemands, de Serbes et de Hongrois, comptant 8 catholiques, 363 orthodoxes, 643 luthériens et 72 réformés. Il précise également l'existence d'une filiale luthérienne et d'une église orthodoxe desservie par les moines de Grabóc.

## Population

### Minorités culturelles et religieuses
Lors du recensement de 2011, 82,4 % des habitants d'Alsónána se déclaraient hongrois, 0,1 % rom, 0,6 % allemands, 0,3 % serbes et 0,1 % slovaques, tandis que 17,5 % n'ont pas souhaité répondre à la question sur l'appartenance ethnique. En raison des identités multiples, le total des pourcentages peut dépasser 100 %.
Concernant l'appartenance religieuse, 28,1 % des habitants se déclaraient catholiques romains, 6,9 % réformés, 1,3 % luthériens et 0,4 % grecs-catholiques, tandis que 38,9 % se déclaraient sans religion et 24,2 % n'ont pas répondu.
En 2022, la part de la population s’identifiant comme hongroise a augmenté à 89,6 %, tandis que 1,9 % des habitants se déclaraient allemands, 0,4 % slovaques, 0,3 % roumains, et 0,1 % serbes et arméniens respectivement. Par ailleurs, 1,5 % s'identifiaient à une autre nationalité non hongroise et 10,1 % n'ont pas répondu.
D'un point de vue religieux, 25 % des habitants se déclaraient catholiques romains, 6,2 % réformés, 1 % luthériens, 0,3 % grecs-catholiques, 0,7 % d'autres confessions chrétiennes et 1,2 % d'autres branches du catholicisme. Par ailleurs, 31,2 % se déclaraient sans religion et 34,3 % n'ont pas répondu.

## Équipements

### Réseaux extra-urbains
Alsónána est située dans la partie sud des collines de Szekszárd, à 13 kilomètres au sud de Szekszárd, la capitale du comitat, et à 10 kilomètres au nord de Bátaszék. La commune est reliée à ces deux villes par la route principale 56.
Les localités voisines sont Szekszárd au nord, Decs au nord-est, Várdomb à l'est (à environ 3 kilomètres), Bátaszék au sud-est, Mórágy au sud (à 5 kilomètres) et Szálka au nord-ouest (à environ 3 kilomètres à vol d'oiseau, mais à 13 kilomètres par la route). À l'ouest, la commune la plus proche est Mőcsény, située à environ 4 kilomètres à vol d'oiseau. Toutefois, elle n'est accessible par la route qu'après un détour d'environ 15 kilomètres, et leurs territoires administratifs ne sont pas directement limitrophes.
Alsónána est accessible uniquement par la route. Elle est reliée à ses voisins orientaux et méridionaux, Várdomb (et la route principale 56) ainsi que Mórágy, par la route 5602. La limite nord de son territoire est également traversée par la route 5601.
Autrefois, la commune disposait d'un arrêt ferroviaire, Mórágy-Alsónána, situé à environ 3 kilomètres du centre, sur la ligne Dombóvár–Bátaszék. Cependant, en raison d'une faible fréquentation, les trains n'y marquent plus d'arrêt aujourd'hui.

## Patrimoine urbain
L'un des principaux sites remarquables d'Alsónána est son alignement de caves à vin, situé au-dessus du village. Réparties sur trois rues, ces caves, au nombre de plus d'une centaine, présentent une architecture distinctive et témoignent de la tradition viticole de la région.

## Relations internationales

### Jumelages
| Ville | Ville         | Pays | Pays      |
| ----- | ------------- | ---- | --------- |
|       | Coșeni (d)    |      | Roumanie  |
|       | Linsengericht |      | Allemagne |